# Schnippenpohl
Koordinaten: 52° 14′ 4″ N, 7° 14′ 31″ O
Das Naturschutzgebiet Schnippenpohl liegt auf dem Gebiet der Gemeinde Wettringen im Kreis Steinfurt in Nordrhein-Westfalen. Das aus zwei Teilflächen bestehende Gebiet erstreckt sich nordwestlich des Kernortes Wettringen und nordöstlich des Kernortes Ochtrup. Westlich verlaufen die Landesstraße L 582 und die A 31, östlich fließt die Vechte und verläuft die L 567. Nordwestlich erstreckt sich das 86,14 ha große Naturschutzgebiet Harskamp. Die Landesgrenze zu Niedersachsen verläuft nördlich.

## Bedeutung
Für Wettringen ist seit 1952 ein 32,85 ha großes Gebiet unter der Kenn-Nummer ST-041 als Naturschutzgebiet ausgewiesen. Das Gebiet wurde unter Schutz gestellt zur Erhaltung, Entwicklung und Wiederherstellung von Lebensgemeinschaften und Biotopen, insbesondere von seltenen und z. T. stark gefährdeten landschaftsraumtypischen Pflanzen- und Tierarten in einem nährstoffarmen Heideweiher und in den umgebenden feuchten Waldbereichen sowie von seltenen, zum Teil gefährdeten Wiesenvögeln, Amphibien und Wirbellosen sowie Pflanzen und Pflanzengesellschaften des feuchten Grünlandes.